# Biskopsdammarna

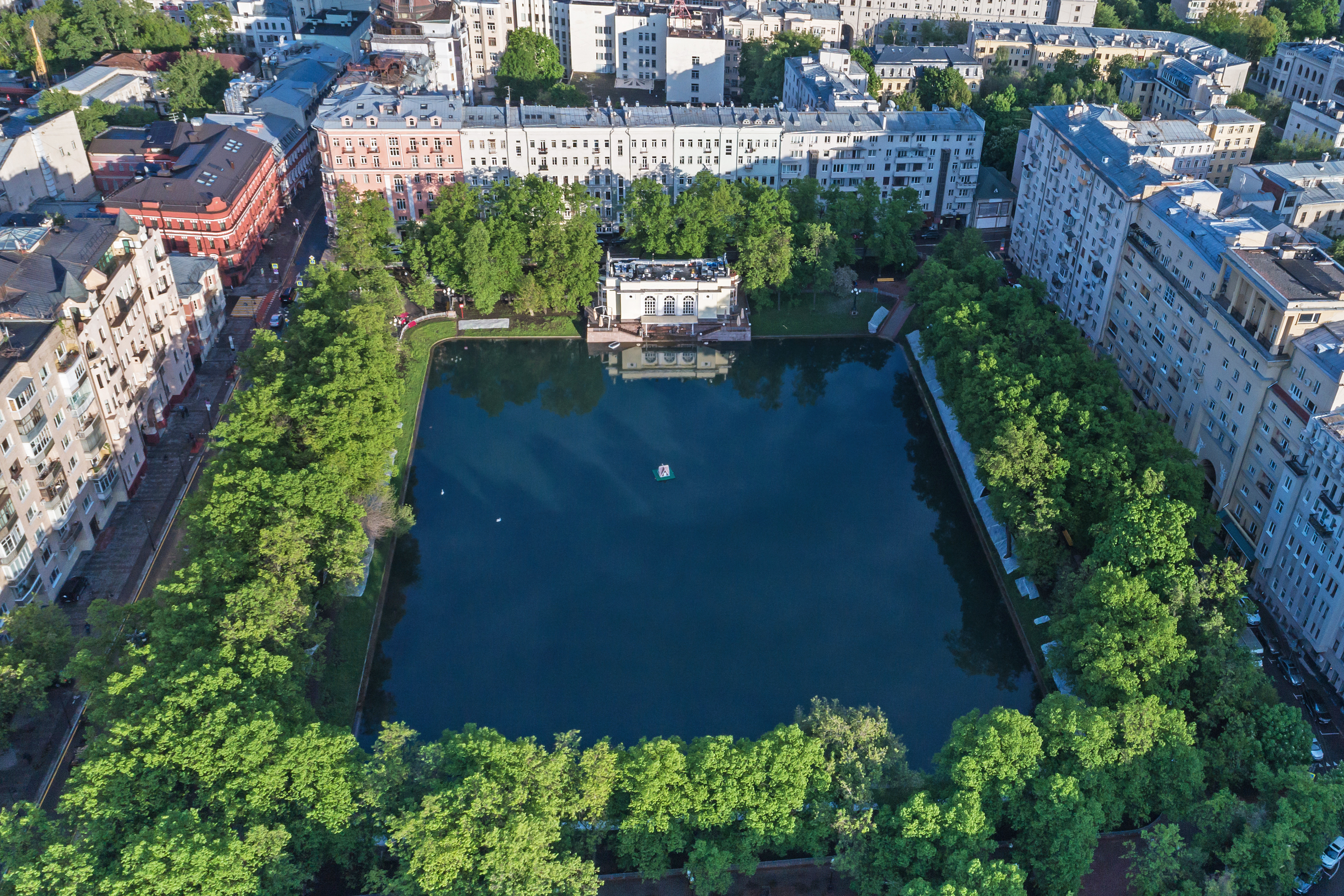
Biskopsdammarna

Biskopsdammarna (Патриаршие пруды, smeknamn Patriki (Патрики)) är en park och ett bostadsområde i stadsdistriktet (rajonen) Presnenskij, nordväst om centrala Moskva, Ryssland. Sedan 1800-talet har det endast funnits en damm här. Men att namnet är i pluralis och den närliggande Трёхпрудный переулок (Tre-dammsgatan) antyder att det tidigare funnit fler dammar. Dammen är 9900 kvadratmeter och cirka två meter djup. Händelserna i den kända romanen Mästaren och Margarita av Michail Bulgakov börjar vid Biskopsdammarna.